# Rejon błagowarski
Rejon błagowarski (ros. Благоварский район) - jeden z 54 rejonów w Baszkirii. Stolicą regionu jest Jasykowo.
100% populacji stanowi ludność wiejska, ponieważ w regionie nie ma żadnego miasta.